# Pauli Nevala
Pauli Lauri Nevala (ur. 30 października 1940 w Pohja, zm. 20 czerwca 2025) – fiński lekkoatleta specjalizujący się w rzucie oszczepem.
Rozpoczął karierę międzynarodową startując na mistrzostwach Europy w 1962 w Belgradzie (nie zakwalifikował się do finału). 
Przed igrzyskami olimpijskimi w 1964 w Tokio uległ wypadkowi i uszkodził sobie oko, przez co nie mógł trenować do sierpnia. Jednak na igrzyskach wywalczył złoty medal dzięki rzutowi na odległość 82,66 m. Na mistrzostwach Europy w 1966 w Budapeszcie zajął 4. miejsce. Na następnych igrzyskach olimpijskich w 1968 w Meksyku nie przeszedł przez eliminacje. W 1969 w Atenach zdobył srebrny medal mistrzostw Europy. 
Rekord życiowy: 92,64 m (6 września 1970, Helsinki). Był mistrzem Finlandii w latach 1961-1963 i 1967. Karierę zakończył w 1975.